# Steinkammer von Grammdorf

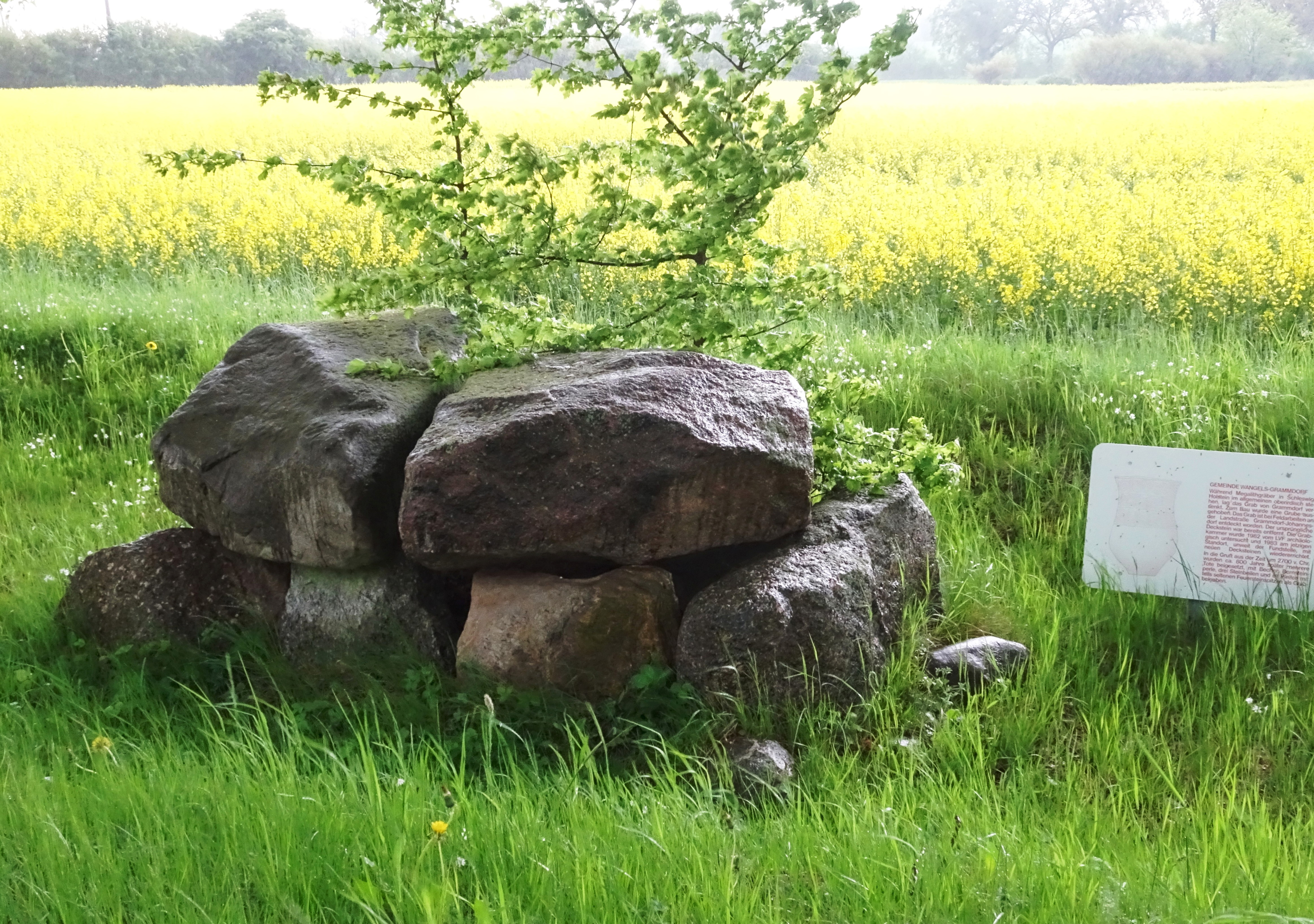
Steinkammer von Grammdorf (mit Informationstafel)

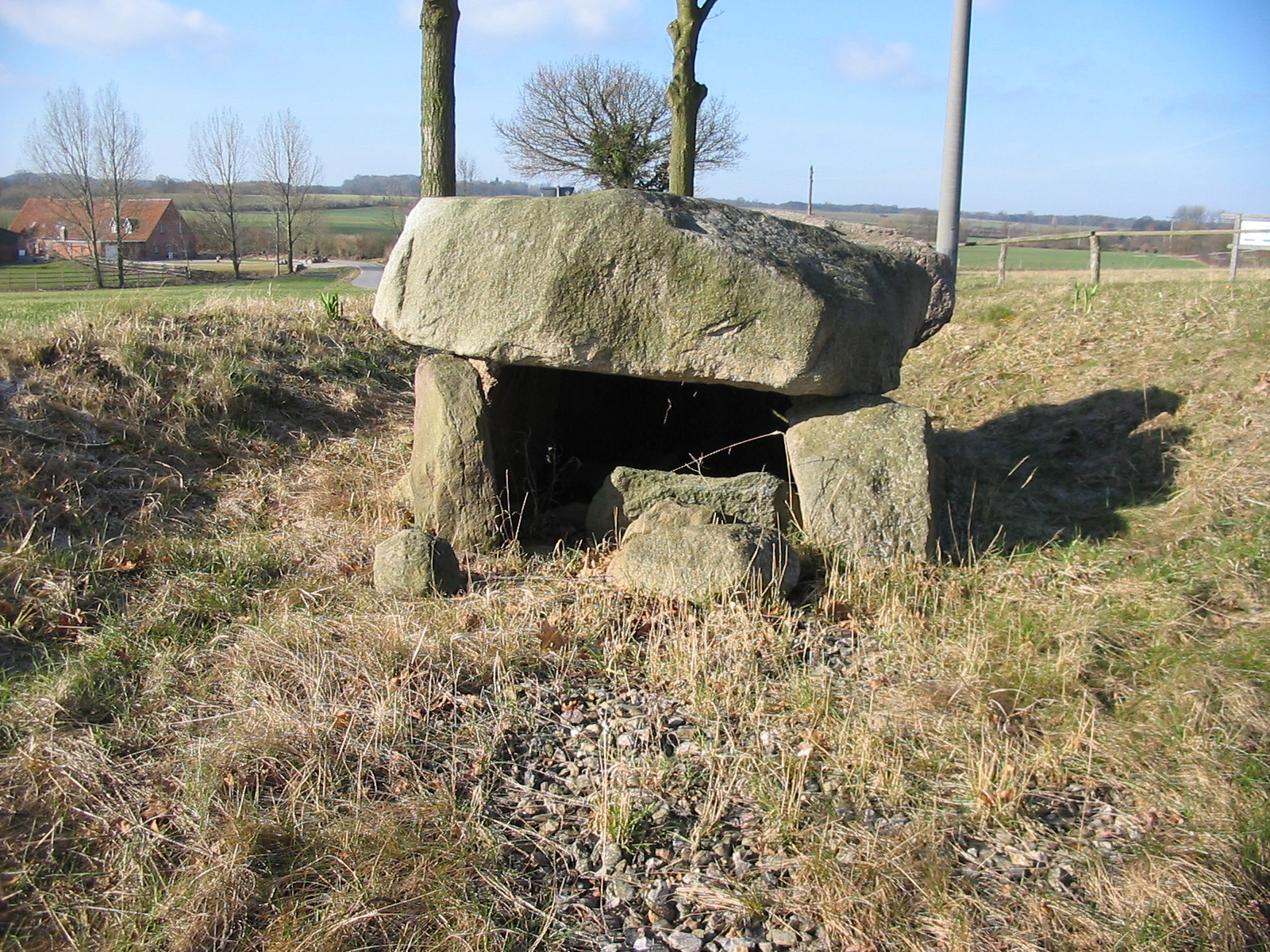
Steinkammer von Grammdorf

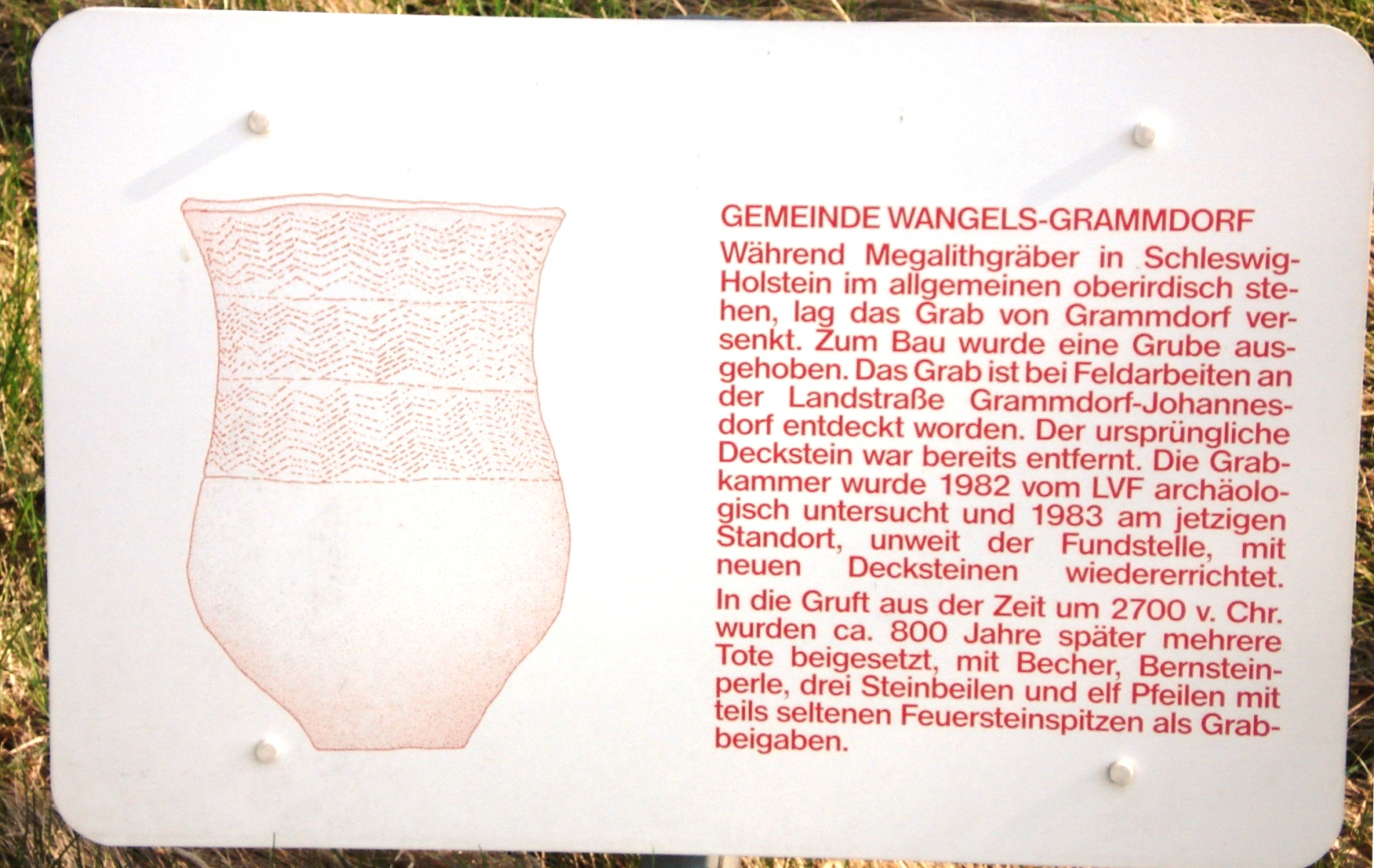
Informationstafel an der Steinkammer von Grammdorf

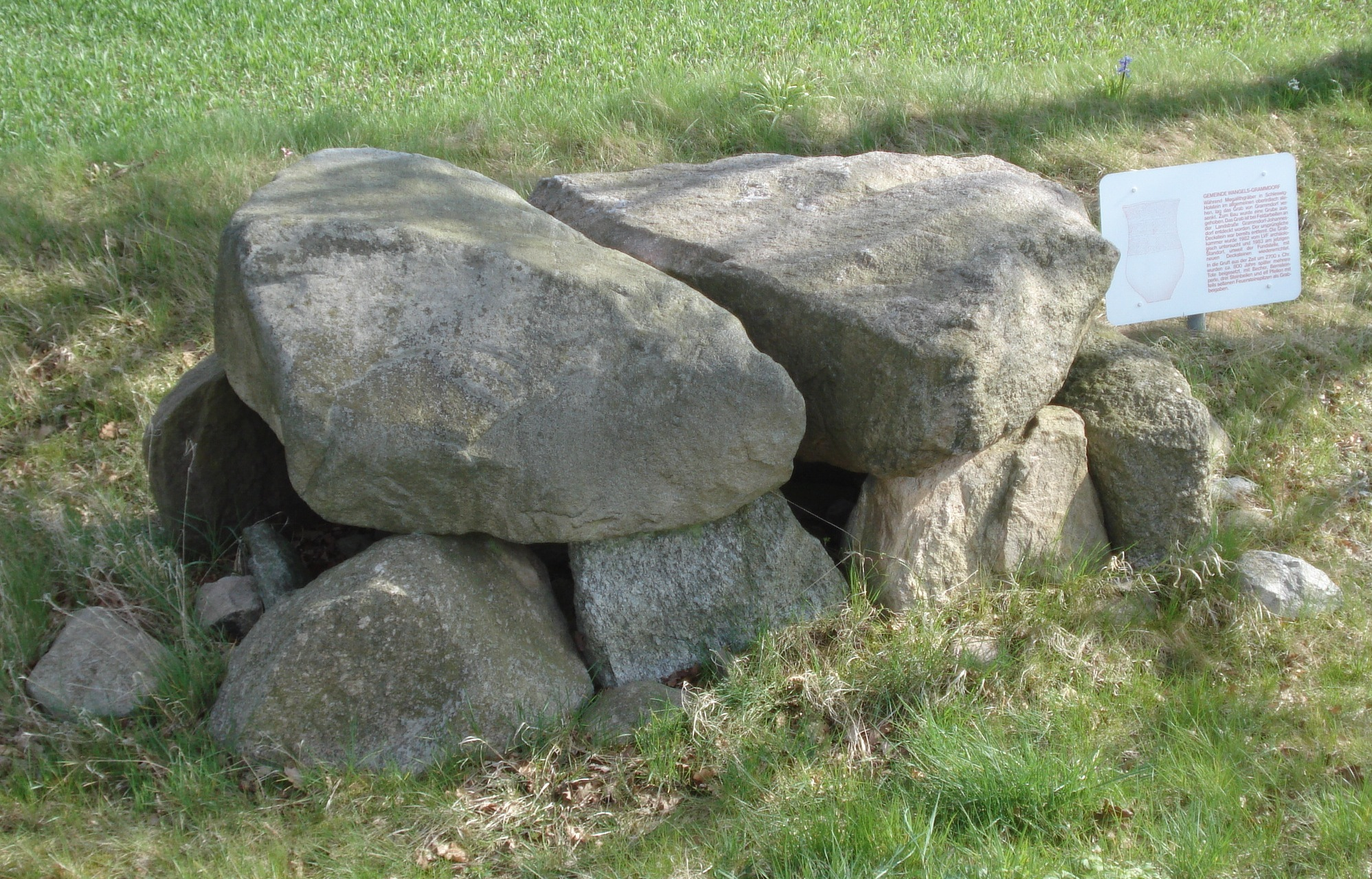
Die Steinkammer von Grammdorf (mit Informationstafel)

Die Steinkammer von Grammdorf ist ein Ganggrab mit schwach trapezoider Kammer, das südlich der Straße von Johannesdorf nach Grammdorf (an der Abzweigung nach Meischenstorf) (Gemeinde Wangels im Kreis Ostholstein in Schleswig-Holstein) liegt.
Es handelt sich um ein nach Art der Urdolmen eingetieftes (somit älteres) Ganggrab, das nahe dem heutigen Standort – bei Feldarbeiten entdeckt wurde. 1982 wurde es vom Landesamt für Vor- und Frühgeschichte ausgegraben und 1983 an den heutigen Standort umgesetzt. Dabei wurde ein fehlender Deckstein ersetzt. Das Ganggrab ist eine Bauform jungsteinzeitlicher Megalithanlagen, die aus einer Kammer und einem baulich abgesetzten, lateralen Gang besteht. Diese Form ist primär in Dänemark, Deutschland und Skandinavien, sowie vereinzelt in Frankreich und den Niederlanden zu finden.
Die Kammer soll zu einem etwa 40 m langen Hünenbett gehört haben. Auf der Westseite der Kammer reichte die Hügelschüttung bis dicht unter den Deckstein, auf der Ostseite noch bis in halbe Kammerhöhe. Die etwa Nord-Süd orientierte, im Norden breitere Kammer hat Innenmaße von 3,0 m Länge und 1,6–1,8 m Breite. Vom Gang war ein Tragsteinpaar erhalten, auf der westlichen Langseite drei leicht nach innen geneigte Tragsteine. Im Osten waren ursprünglich zwei Tragsteine vorhanden, davon fehlt einer. Die Kammer hat zwei Tragsteine je Schmalseite. Im Süden der Ostseite lag der Zugang mit einem Schwellenstein. Von ursprünglich wohl drei Decksteinen war nur einer erhalten. Stellenweise war Zwischenmauerwerk aus flachen Steinen vorhanden.
Die Kammersohle war mit einer durchgehenden Schicht von gebranntem Flint bedeckt. Vor der nördlichen Schmalseite war mit hochkant gestellten Steinplatten ein 0,7–0,8 m breites Quartier abgeteilt. Im Quartier lag auf dem gebrannten Flint ein Pflaster aus etwa handgroßen, rötlichgrauen Sandsteinplatten.
Die Kammer war gut zur Hälfte mit lehmigem Sand gefüllt. Im Quartier standen ein Becher und eine zweihenklige Kugelamphore. Hier sollen zwei weitere Gefäße gestanden haben. Etwas südlich des Quartiers wurde ein kleiner Napf gefunden. In der Südostecke der Kammer stand hinter einer dünnen, hochkant gestellten Steinplatte ein Becher der Einzelgrabkultur.
Die Grabkammer, die der Bestattung diente, wurde anhand der Beigaben der Kugelamphorenkultur (KAK) auf 2700 v. Chr. datiert. Da es sich hierbei üblicherweise um Nachbestattungen handelt, sollte die Errichtung der Megalithanlage zwischen 3500 und 2800 v. Chr. durch die Träger der Trichterbecherkultur (TBK) erfolgt sein, von der sich allerdings keine Spuren fanden.
Etwa 800 Jahre später wurde die Grabkammer zur Bestattung mehrerer Toter nachgenutzt. Von diesen Bestattungen stammen die gefundenen Grabbeigaben (ein Becher aus Keramik, eine Perle aus Bernstein, drei Beile und elf Pfeilspitzen).